# 안선태
안선태(1983년 5월 12일 ~ )는 대한민국의 전직 축구 선수이다. 선수 시절 포지션은 수비수였다.